# .no
A .no Norvégia internetes legfelső szintű tartomány kódja, melyet 1987-ben hoztak létre.